# Artour Kaïoumov
Artour Adissovith Kaïoumov - en russe : Артур Адисович Каюмов et en anglais : Artur Kayumov - (né le 14 février 1998 à Podgorny dans le Kraï de Krasnoïarsk en Russie) est un joueur professionnel russe de hockey sur glace. Il évolue au poste d'ailier.

## Biographie

### Carrière en club
Formé au Lokomotiv Iaroslavl, il débute en junior avec le Loko Iaroslavl dans la MHL en 2014-2015. Il est choisi au deuxième tour, en cinquantième position par les Blackhawks de Chicago lors du repêchage d'entrée dans la LNH 2016. Il remporte la Coupe Kharlamov 2018 et 2019 avec le Loko Iaroslavl. En 2016-2017, il s'aguérit en senior dans la VHL avec le HK Riazan et découvre la Ligue continentale de hockey avec le Lokomotiv. Il remporte la Coupe Gagarine 2025 avec le Lokomotiv Iaroslavl.

### En équipe nationale
Il représente la Russie au niveau international. Il prend part aux sélections jeunes.

## Statistiques

### En club
| Saison    | Équipe                 | Ligue |                   | Saison régulière  | Saison régulière  | Saison régulière  | Saison régulière  | Saison régulière |   | Séries éliminatoires | Séries éliminatoires | Séries éliminatoires | Séries éliminatoires | Séries éliminatoires |
| Saison    | Équipe                 | Ligue | PJ                | B                 | A                 | Pts               | Pun               | PJ               | B | A                    | Pts                  | Pun                  |                      |                      |
| 2014-2015 | Loko Iaroslavl         | MHL   | 14                | 1                 | 4                 | 5                 | 25                | -                | - | -                    | -                    | -                    |                      |                      |
| 2014-2015 | Loko Iounior Iaroslavl | MHL B | 32                | 16                | 18                | 34                | 4                 | 8                | 1 | 2                    | 3                    | 2                    |                      |                      |
| 2015-2016 | Russie U18             | MHL   | 39                | 12                | 19                | 31                | 12                | 3                | 0 | 1                    | 1                    | 25                   |                      |                      |
| 2016-2017 | Loko Iaroslavl         | MHL   | 33                | 8                 | 11                | 19                | 43                | 3                | 1 | 1                    | 2                    | 4                    |                      |                      |
| 2016-2017 | Loko Iounior Iaroslavl | NMHL  | 0                 | 0                 | 0                 | 0                 | 0                 | 1                | 0 | 1                    | 1                    | 0                    |                      |                      |
| 2016-2017 | Lokomotiv Iaroslavl    | KHL   | 4                 | 0                 | 0                 | 0                 | 0                 | -                | - | -                    | -                    | -                    |                      |                      |
| 2016-2017 | HK Riazan              | VHL   | 12                | 1                 | 6                 | 7                 | 8                 | 4                | 0 | 0                    | 0                    | 4                    |                      |                      |
| 2017-2018 | Lokomotiv Iaroslavl    | KHL   | 20                | 2                 | 1                 | 3                 | 2                 | 5                | 1 | 0                    | 1                    | 2                    |                      |                      |
| 2017-2018 | Loko Iaroslavl         | MHL   | 4                 | 1                 | 0                 | 1                 | 8                 | 9                | 1 | 1                    | 2                    | 6                    |                      |                      |
| 2018-2019 | Lokomotiv Iaroslavl    | KHL   | 46                | 5                 | 8                 | 13                | 59                | 11               | 2 | 4                    | 6                    | 2                    |                      |                      |
| 2018-2019 | Loko Iaroslavl         | MHL   | 0                 | 0                 | 0                 | 0                 | 0                 | 11               | 2 | 5                    | 7                    | 2                    |                      |                      |
| 2019-2020 | Lokomotiv Iaroslavl    | KHL   | 60                | 16                | 9                 | 25                | 18                | 6                | 0 | 2                    | 2                    | 2                    |                      |                      |
| 2020-2021 | Lokomotiv Iaroslavl    | KHL   | 57                | 12                | 17                | 29                | 18                | 11               | 0 | 2                    | 2                    | 9                    |                      |                      |
| 2021-2022 | Lokomotiv Iaroslavl    | KHL   | 42                | 10                | 9                 | 19                | 10                | 4                | 0 | 3                    | 3                    | 0                    |                      |                      |
| 2022-2023 | Lokomotiv Iaroslavl    | KHL   | 53                | 12                | 22                | 34                | 20                | 12               | 1 | 4                    | 5                    | 2                    |                      |                      |
| 2023-2024 | Lokomotiv Iaroslavl    | KHL   | 66                | 16                | 19                | 35                | 21                | 20               | 4 | 10                   | 14                   | 6                    |                      |                      |
| 2024-2025 | Lokomotiv Iaroslavl    | KHL   | Saison en cours ? | Saison en cours ? | Saison en cours ? | Saison en cours ? | Saison en cours ? |                  |   |                      |                      |                      |                      |                      |

### En équipe nationale
| Année | Compétition                 |   | PJ | B | A | Pts | Pun | +/-               |  | Résultat |
| 2018  | Championnat du monde junior | 5 | 3  | 2 | 5 | 0   | +3  | Cinquième place   |  |          |
| 2022  | Jeux olympiques             | 4 | 0  | 0 | 0 | 0   | 0   | Médaille d'argent |  |          |